# Tragic Corner
Der Tragic Corner ist ein 750 m hohes Kliff im Grahamland auf der Antarktischen Halbinsel. Es bildet das nordöstliche Ende des Gebirgskamms Boulding Ridge zwischen dem Todd-Gletscher und dem McClary-Gletscher an der Fallières-Küste.
Das UK Antarctic Place-Names Committee benannte es 1971 nach dem tödlichen Unfall des Fahrzeugmechanikers John Fraser Noel (1942–1966) und des Funkers Thomas John Allan (1940–1966) bei einer Hundeschlittenfahrt des British Antarctic Survey in der Nähe des Kliffs im Mai 1966.